# 德州市博物馆

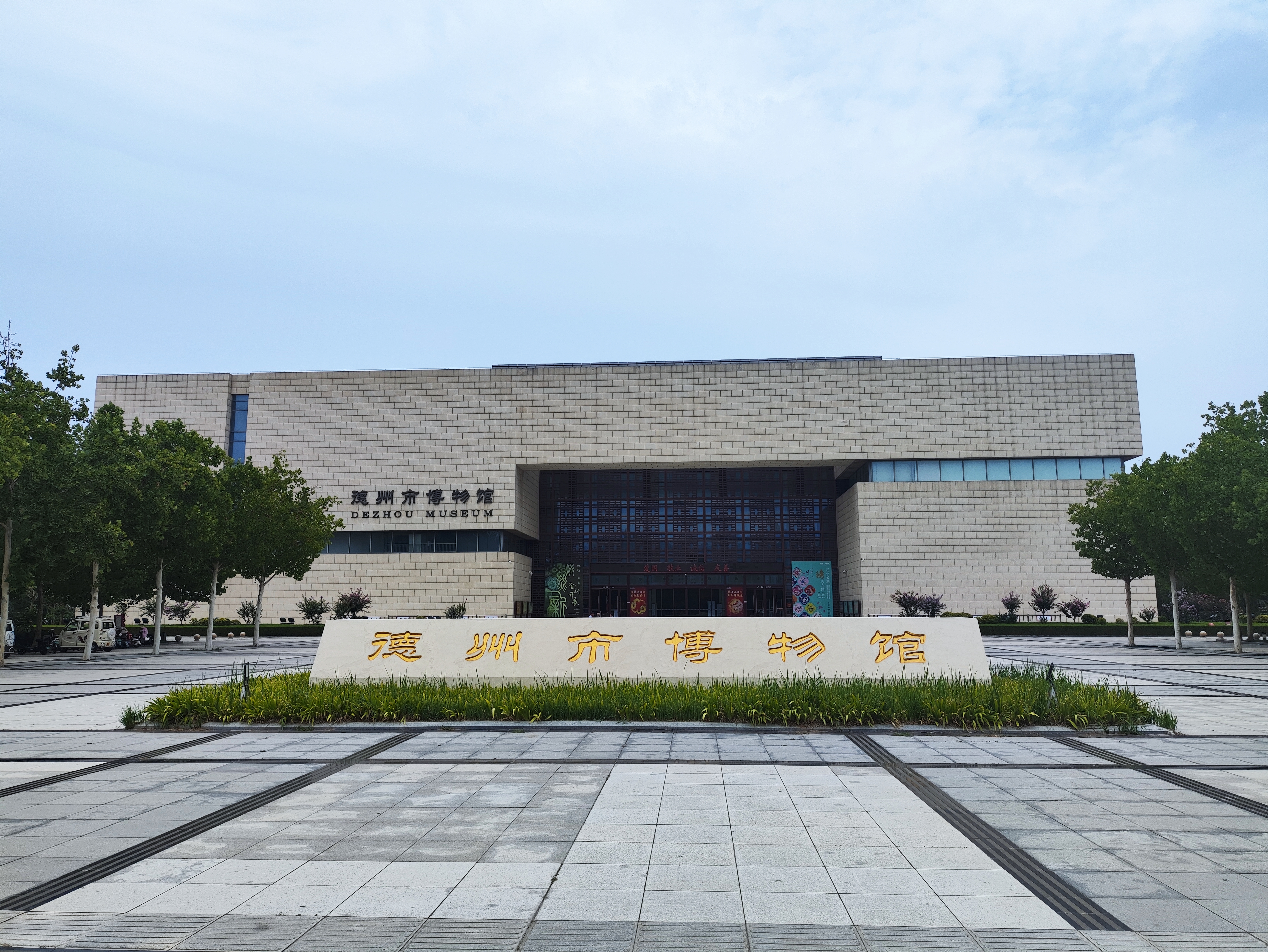

德州市博物馆是位于中国山东省德州市天衢新区的国有一级博物馆，地址是德城区东方红东路566号。2012年开馆，展品以德州本地历史文物和城市变迁为主题，并设置有美术展馆和文创区。
2024年入选国家一级博物馆。